# Erwin Rosenthal (Orientalist)
Erwin Isak Jakob Rosenthal (geboren 18. September 1904 in Heilbronn; gestorben 5. Juni 1991 in Cambridge) war ein britischer Orientalist deutsch-jüdischer Herkunft.

## Leben
Er studierte in Heidelberg, München und Berlin. Im Jahr 1931 wurde er an der Universität Berlin mit der Dissertation Ibn Khalduns Gedanken über den Staat zum Dr. phil. promoviert. 1933 emigrierte er nach England, wo er an der Universität London als Hebräisch-Dozent und Semitist Anstellung fand. 1936 wechselte er an die Universität Manchester als Dozent für semitische Sprachen und Literatur, 1948 an die University of Cambridge. 1971 trat er in den Ruhestand.

## Veröffentlichungen (Auswahl)
- Averroes' commentary on Plato's Republic. Cambridge 1956. [dt. Übersetzung Zürich 1996.]
- Political Thought in Medieval Islam. Cambridge University Press, Cambridge 1958.
- Griechisches Erbe in der jüdischen Religionsphilosophie des Mittelalters. Franz-Delitzsch-Vorlesungen 1957, Stuttgart 1960.
- Judaism and Islam. Yoseloff, London 1961.
- Islam in the Modern National State. Cambridge 1965.
- Judaism, philosophy, culture. Selected studies by E. I. J. Rosenthal. With an introduction by Oliver Leaman. Curzon, Richmond 2001, ISBN 0-7007-1243-7.